# (58535) Pattillo
(58535) Pattillo est un astéroïde de la ceinture principale.

## Description
(58535) Pattillo est un astéroïde de la ceinture principale. Il fut découvert le 16 février 1997 à Needville par l'observatoire de Needville. Il présente une orbite caractérisée par un demi-grand axe de 3,16 UA, une excentricité de 0,14 et une inclinaison de 6,7° par rapport à l'écliptique.

## Compléments